# Charles Sydney Smith
Charles Sydney Smith (Wigan, 26 de janeiro de 1876 - Southport, Merseyside, 6 de abril de 1951) foi um jogador de polo aquático britânico, bicampeão olímpico.
Charles Sydney Smith fez parte do elenco campeão olímpico de Londres 1908, Estocolmo 1912 e Antuérpia 1920